# Scatella fuscivenosa
Scatella fuscivenosa är en tvåvingeart som beskrevs av Wirth 1957. Scatella fuscivenosa ingår i släktet Scatella och familjen vattenflugor. Inga underarter finns listade i Catalogue of Life.